# Saint-Germain-sur-Eaulne
Saint-Germain-sur-Eaulne è un comune francese di 213 abitanti situato nel dipartimento della Senna Marittima nella regione della Normandia.

## Società

### Evoluzione demografica
Abitanti censiti